# Славена Точева
Славена Димитрова Точева е български политик и икономист от ГЕРБ. Народен представител от ГЕРБ в XLV, XLVI, XLVII и XLVIII народно събрание.

## Биография
Славена Точева е родена на 7 декември 1990 г. в Шумен, България. Завършва специалност „Управление на туризма“ и получава магистърска степен по финанси в Стопанска академия „Димитър А. Ценов“.
Точева е съдружник във фирма с Дениз Сакаллъ, син на бившия председател на ДПС Варна – Ведат Сакаллъ, на когото през 2017 г. прехвърля целия си дял. През 2017 г. е член на журито на конкурса „Мис Варна“, като представител на клуб „Сенсо“, в който е хостеса и който е домакин на събитието.
Според официалната ѝ биография преди да започне да се занимава с политика, Точева работи като еколог в две частни фирми. Областен координатор е на МГЕРБ – Варна. В XLIX Народно събрание е член на Комисията по околната среда и водите и Комисията по туризъм.

### Противоречия
На парламентарните избори, в които участва от 2021 г. до 2023 г., Точева става народен представител с рекордно голям брой преференции. През април 2023 г. различни медии публикуват информация за започнали разследвания от страна на МВР за търговия с гласове в полза на Точева. Това е потвърдено и в интервюта на вътрешния министър Иван Демерджиев за БНР и Дарик Радио.
Според информация в медиите политическият успех на Точева се дължи на подкрепата на Даниел Славов (с прякор Дидо Дънката), строителен бизнесмен и бивш митничар.